# Gabriel Brazão
Gabriel Nascimento Resende Brazão (Uberlândia, 5 ottobre 2000) è un calciatore brasiliano, portiere del Santos.

## Carriera

### Club
Cresciuto nel settore giovanile del Cruzeiro, il 31 gennaio 2019 è stato acquistato dal Parma dove ha trascorso la seconda metà di stagione come terzo portiere dietro a Luigi Sepe e Pierluigi Frattali. Il 28 giugno seguente è stato acquistato dall'Inter, con cui ha firmato un contratto quadriennale, ed il 19 luglio seguente è stato girato in prestito all'Albacete. Ha fatto il suo esordio a livello professionistico il 18 dicembre nella partida di Coppa del Re vinta 1-0 contro il Tudelano. Il 31 agosto 2020 è stato prestato al Real Oviedo, dove ha tuttavia trovato pochissimo spazio venendo messo ai margini della rosa nel mese di gennaio.
Nell'agosto del 2021 ha subito la rottura del legamento crociato anteriore del ginocchio destro, rimanendo fuori per la quasi totalità della stagione. Nel marzo del 2023 è stato prestato al Cruzeiro dove non è mai riuscito a debuttare a causa di un infortunio al menisco del ginocchio sinistro e, due mesi dopo, del legamento crociato anteriore della stessa gamba.
Rientrato a Milano nell'estate del 2022, nel mese di gennaio ha ricevuto le sue prima convocazioni in prima squadra, partecipando anche alla vittoria della supercoppa italiana in finale contro il Milan. Il 31 gennaio è stato prestato alla SPAL fino al termine della stagione, dove ha giocato un solo incontro. Il 4 agosto 2023 è andato alla Ternana ma a causa della competizione non è mai riuscito a debuttare facendo ritorno ai nerazzurri dopo soli sei mesi.
Il 27 febbraio 2024 è tornato definitivamente in Brasile dove ha firmato un contratto di quattro anni con il Santos, nella seconda divisione brasiliana; ha concluso la sua prima stagione con i bianconeri conquistando una promozione in prima divisione.

### Nazionale
Ha giocato nella nazionale brasiliana Under-15.
Nel 2017 con la nazionale brasiliana Under-17 ha vinto il campionato sudamericano di categoria, ed ha partecipato al campionato mondiale dove è stato premiato come miglior portiere del torneo.
Nel 2019 ha partecipato con l'Under-20 al campionato sudamericano di categoria, senza però disputare alcun incontro.

## Statistiche

### Presenze e reti nei club
Statistiche aggiornate al 19 aprile 2025.
| Stagione        | Squadra         | Campionato      | Campionato | Campionato | Coppe nazionali | Coppe nazionali | Coppe nazionali | Coppe continentali | Coppe continentali | Coppe continentali | Altre coppe | Altre coppe | Altre coppe | Totale | Totale | Totale |
| Stagione        | Squadra         | Comp            | Pres       | Reti       | Comp            | Pres            | Reti            | Comp               | Pres               | Reti               | Comp        | Pres        | Reti        | Pres   | Reti   |        |
| --------------- | --------------- | --------------- | ---------- | ---------- | --------------- | --------------- | --------------- | ------------------ | ------------------ | ------------------ | ----------- | ----------- | ----------- | ------ | ------ | ------ |
| gen.-giu. 2019  | Parma           | A               | 0          | 0          | CI              | 0               | 0               | -                  | -                  | -                  | -           | -           | -           | 0      | 0      |        |
| 2019-2020       | Albacete        | SD              | 5          | -5         | CR              | 2               | -1              | -                  | -                  | -                  | -           | -           | -           | 7      | -6     |        |
| 2020-2021       | Real Oviedo     | SD              | 2          | -5         | CR              | 1               | -2              | -                  | -                  | -                  | -           | -           | -           | 3      | -7     |        |
| 2022            | Cruzeiro        | M1/MG+B         | 0          | 0          | CB              | 0               | 0               | -                  | -                  | -                  | -           | -           | -           | 0      | 0      |        |
| 2022-gen.2023   | Inter           | A               | 0          | 0          | CI              | 0               | 0               | -                  | -                  | -                  | SI          | 0           | 0           | 0      | 0      |        |
| feb.-giu. 2023  | SPAL            | B               | 1          | -3         | CI              | 0               | 0               | -                  | -                  | -                  | -           | -           | -           | 1      | -3     |        |
| 2023-gen. 2024  | Ternana         | B               | 0          | 0          | CI              | 0               | 0               | -                  | -                  | -                  | -           | -           | -           | 0      | 0      |        |
| 2024            | Santos          | A1/SP+B         | 0+31       | 0,-28      | CB              | 0               | 0               | -                  | -                  | -                  | -           | -           | -           | 31     | -28    |        |
| 2025            | Santos          | A1/SP+A         | 13+5       | -16,-5     | CB              | 0               | 0               | -                  | -                  | -                  | -           | -           | -           | 18     | -21    |        |
| Totale carriera | Totale carriera | Totale carriera | 57         | -62        |                 | 3               | -3              |                    | -                  | -                  |             | 0           | 0           | 60     | -65    |        |

## Palmarès

### Club

#### Competizioni nazionali
- Supercoppa italiana: 1

Inter: 2022
- Campeonato Brasileiro Série B: 1

Santos: 2024

### Nazionale
- Campionato sudamericano Under-17: 1

2017

### Individuale
- Miglior portiere del campionato mondiale Under-17

2017